# Frederick Hervey, II marchese di Bristol
Frederick William Hervey, II marchese di Bristol (Londra, 15 luglio 1800 – Bury St Edmunds, 30 ottobre 1864) è stato un politico britannico.

## Biografia
Era il figlio maggiore di Frederick Hervey, I marchese di Bristol, e di sua moglie, Elizabeth Albana Upton, figlia di Clotworthy Upton, I barone Templetown. Frequentò l'Eton e il Trinity College, Cambridge.

## Carriera
Nel 1826 entrò in parlamento come rappresentante per Bury St. Edmunds. Nel 1841 prestò giuramento per il Consiglio privato e nominato Treasurer of the Household durante il governo di Sir Robert Peel, carica che ha mantenuto fino a quando il governo cadde nel 1846. Continuò a rappresentare Bury St. Edmunds in parlamento fino al 1859, quando successe al padre nel marchesato ed è entrato nella Camera dei lord.
Oltre alla sua carriera politica è stato anche un colonnello del West Suffolk Militia e un membro della Society of Antiquaries.

## Matrimonio
Sposò, il 9 ottobre 1830, Lady Katherine Manners (4 febbraio 1809-20 aprile 1848), figlia di John Manners, V duca di Rutland. Ebbero sette figli:
- Elizabeth Frederica Hervey (1832-1 giugno 1856);
- Lady Mary Katharine Isabella Hervey (1833-1 agosto 1928);
- Frederick Hervey, III marchese di Bristol (28 giugno 1834-7 agosto 1907);
- Lord Augustus Henry Charles Hervey (2 agosto 1837-28 maggio 1875), sposò Mariana Hodnett, ebbero sette figli;
- Lord John William Nicholas Hervey (15 novembre 1841-25 febbraio 1902);
- Lady Adeliza Georgiana Hervey (17 agosto 1843-7 novembre 1911), sposò Richard Le Poer Trench, IV conte di Clancarty, ebbero tre figli;
- Lord Francis Hervey (16 ottobre 1846-10 gennaio 1931).

## Morte
Morì il 30 ottobre 1864 a Bury St Edmunds.

## Ascendenza
|                                          |            |                             | Genitori                       |  |  | Nonni |  |  | Bisnonni                      |  |  | Trisnonni                       |  |
|                                          |            |                             |                                |  |  |       |  |  | John Hervey, II barone Hervey |  |  | John Hervey, I conte di Bristol |  |
|                                          |            |                             |                                |  |  |       |  |  | John Hervey, II barone Hervey |  |  | John Hervey, I conte di Bristol |  |
|                                          |            | Elizabeth Felton            |                                |  |  |       |  |  | John Hervey, II barone Hervey |  |  |                                 |  |
| Frederick Hervey, IV conte di Bristol    |            |                             |                                |  |  |       |  |  | John Hervey, II barone Hervey |  |  |                                 |  |
|                                          |            | Mary Lepell                 | Nicholas Lepell                |  |  |       |  |  |                               |  |  |                                 |  |
|                                          |            | Mary Lepell                 | Nicholas Lepell                |  |  |       |  |  |                               |  |  |                                 |  |
|                                          |            | Mary Lepell                 | Mary Brooke                    |  |  |       |  |  |                               |  |  |                                 |  |
| Frederick Hervey, I marchese di Bristol  |            | Mary Lepell                 |                                |  |  |       |  |  |                               |  |  |                                 |  |
|                                          |            | Jermyn Davers, IV baronetto | Robert Davers, II baronetto    |  |  |       |  |  |                               |  |  |                                 |  |
|                                          |            | Jermyn Davers, IV baronetto | Robert Davers, II baronetto    |  |  |       |  |  |                               |  |  |                                 |  |
|                                          |            | Jermyn Davers, IV baronetto | Mary Jermyn                    |  |  |       |  |  |                               |  |  |                                 |  |
| Elizabeth Davers                         |            | Jermyn Davers, IV baronetto |                                |  |  |       |  |  |                               |  |  |                                 |  |
|                                          |            | Margaretta Green            | Edward Green                   |  |  |       |  |  |                               |  |  |                                 |  |
|                                          |            | Margaretta Green            | Edward Green                   |  |  |       |  |  |                               |  |  |                                 |  |
|                                          |            | Margaretta Green            | Margaret                       |  |  |       |  |  |                               |  |  |                                 |  |
| Frederick Hervey, II marchese di Bristol |            | Margaretta Green            |                                |  |  |       |  |  |                               |  |  |                                 |  |
|                                          | John Upton | Arthur Upton                |                                |  |  |       |  |  |                               |  |  |                                 |  |
|                                          | John Upton | Arthur Upton                |                                |  |  |       |  |  |                               |  |  |                                 |  |
|                                          | John Upton | Dorothy Beresford           |                                |  |  |       |  |  |                               |  |  |                                 |  |
| Clotworthy Upton, I barone Templetown    | John Upton |                             |                                |  |  |       |  |  |                               |  |  |                                 |  |
|                                          |            | Mary Upton                  | Francis Upton                  |  |  |       |  |  |                               |  |  |                                 |  |
|                                          |            | Mary Upton                  | Francis Upton                  |  |  |       |  |  |                               |  |  |                                 |  |
|                                          |            | Mary Upton                  | Sarah Norman                   |  |  |       |  |  |                               |  |  |                                 |  |
| Elizabeth Albana Upton                   |            | Mary Upton                  |                                |  |  |       |  |  |                               |  |  |                                 |  |
|                                          |            | Shuckburgh Boughton         | William Boughton, IV baronetto |  |  |       |  |  |                               |  |  |                                 |  |
|                                          |            | Shuckburgh Boughton         | William Boughton, IV baronetto |  |  |       |  |  |                               |  |  |                                 |  |
|                                          |            | Shuckburgh Boughton         | Catherine Shuckburgh           |  |  |       |  |  |                               |  |  |                                 |  |
| Elizabeth Templetown                     |            | Shuckburgh Boughton         |                                |  |  |       |  |  |                               |  |  |                                 |  |
|                                          |            | Mary Greville               | Algernon Greville              |  |  |       |  |  |                               |  |  |                                 |  |
|                                          |            | Mary Greville               | Algernon Greville              |  |  |       |  |  |                               |  |  |                                 |  |
|                                          |            | Mary Greville               | Mary Somerset                  |  |  |       |  |  |                               |  |  |                                 |  |
|                                          |            | Mary Greville               |                                |  |  |       |  |  |                               |  |  |                                 |  |